# Ecuación de estado Redlich–Kwong

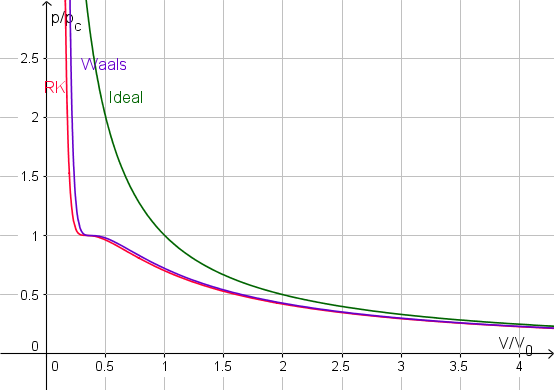
Isoterma crítica para un gas real según el modelo de Redlich-Kwong comparado con el modelo de van der Waals y el gas perfecto.

En física y termodinámica, la ecuación de estado Redlich-Kwong es una ecuación algebraica empírica que relaciona temperatura, presión, y volumen de los gases. Generalmente es más precisa que la ecuación de Van der Waals y del Gas Ideal a temperaturas sobre la temperatura crítica. Fue formulada por Otto Redlich y Joseph Neng Shun Kwong en 1949. Esta ecuación demostró que las  ecuaciones cúbicas de estado que continen dos parámetros pueden reflejar resultados reales en algunas situaciones. Sus resultados se compararon con modelos mucho más complicado como el modelo de Beattie–Bridgeman y la ecuación de Benedict-Webb-Rubin. Aunque inicialmente fue desarrollada para gases, la ecuación Redlich-Kwong ha sido considerada una de las ecuaciones de estado más modificadas. Estas modificaciones se han hecho para generalizar los resultados predictivos que se obtienenAunque esta ecuación ya no se emplea actualmente en aplicaciones prácticas, hay modificaciones derivadas de este modelo como la ecuación de Soave Redlich Kwong (SWK) y Peng Robinson (PR). Estas ecuaciones han continuado siendo modificadas y se usan actualmente en simulaciones e investigación de equilibrio vapor-líquido.

## Ecuación
La ecuación Redlich-Kwong se formula como:
| Símbolo               | Nombre                                                        | Unidad           | Fórmula                                                                                    |
| --------------------- | ------------------------------------------------------------- | ---------------- | ------------------------------------------------------------------------------------------ |
| {\displaystyle p}     | Presión del gas                                               | Pa               |                                                                                            |
| {\displaystyle R}     | Constante de los gases                                        | J / (mol K)      |                                                                                            |
| {\displaystyle T}     | Temperatura                                                   | K                |                                                                                            |
| {\displaystyle V_{m}} | Volumen Molar                                                 | m3 / mol         | {\displaystyle V_{m}=V/n}                                                                  |
| {\displaystyle a}     | Constante que corrige la atracción potencial de las moléculas | N m4 K1/2 / mol2 | {\displaystyle a={\frac {1}{9({\sqrt[{3}]{2}}-1)}}\,{\frac {R^{2}\,{T_{c}}^{2.5}}{p_{c}}}} |
| {\displaystyle b}     | Constante que corrige para el volumen                         | m3 / mol         | {\displaystyle b={\frac {{\sqrt[{3}]{2}}-1}{3}}\,{\frac {R\,T_{c}}{p_{c}}}}                |
| {\displaystyle T_{c}} | Temperatura en el punto crítico                               | K                |                                                                                            |
| {\displaystyle p_{c}} | Presión en el punto crítico                                   | Pa               |                                                                                            |

Las constantes son diferentes dependiendo del gas que se esté analizando. Las constantes pueden obtener calculándose a partir de los datos del punto crítico del gas:
| Fórmula                                                          |
| ---------------------------------------------------------------- |
| {\displaystyle a=0.42748\,{\frac {R^{2}\,{T_{c}}^{2.5}}{p_{c}}}} |
| {\displaystyle b=0.08664\,{\frac {R\,T_{c}}{p_{c}}}}             |

La ecuación Redlich-Kwong es adecuada para cálculos de propiedades en fase gas cuando la relación de las presiones de la presión crítica (presión reducida)  es menor que aproximadamente un medio de la relación de la temperatura crítica (temperatura reducida):
{\displaystyle {\frac {p}{p_{c}}}<{\frac {T}{2T_{c}}}.}
La ecuación Redlich-Kwong también puede representarse como una ecuación del factor de compresibilidad de un gas, como una función de temperatura y presión:
Error al representar (SVG (MathML puede ser habilitado mediante un plugin de navegador): respuesta no válida («Math extension cannot connect to Restbase.») del servidor «http://localhost:6011/es.wikipedia.org/v1/»:): {\displaystyle  Z = \frac{p\, V_m}{R\, T}}

| Fórmula                                           | Fórmula |
| ------------------------------------------------- | --- |
| {\displaystyle A^{2}={\frac {a}{R^{2}\ T^{5/2}}}} | Error al representar (SVG (MathML puede ser habilitado mediante un plugin de navegador): respuesta no válida («Math extension cannot connect to Restbase.») del servidor «http://localhost:6011/es.wikipedia.org/v1/»:): {\displaystyle A^2 = \frac{0.42748\, {T_c}^{5/2}}{p_c\, T^{5/2}}} |
| {\displaystyle B={\frac {b}{R\ T}}}               | {\displaystyle B={\frac {0.08664\ T_{c}}{p_{c}\ T}}} |
| {\displaystyle h={\frac {B\,p}{Z}}}               | Error al representar (SVG (MathML puede ser habilitado mediante un plugin de navegador): respuesta no válida («Math extension cannot connect to Restbase.») del servidor «http://localhost:6011/es.wikipedia.org/v1/»:): {\displaystyle h = \frac{b}{V_m}}                                 |

Esta ecuación solamente da Z implícitamente como una función de presión y temperatura, pero es fácil resolver numéricamente, originalmente por interpolación gráfica, o ahora, más fácil por computadora.
Para todos los gases Redlich-Kwong:
| Símbolo               | Nombre                                        |
| --------------------- | --------------------------------------------- |
| {\displaystyle Z_{c}} | Factor de compresibilidad en el punto crítico |

De la ecuación Redlich-Kwon, el coeficiente de fugacidad de un gas puede ser estimado por:
Error al representar (SVG (MathML puede ser habilitado mediante un plugin de navegador): respuesta no válida («Math extension cannot connect to Restbase.») del servidor «http://localhost:6011/es.wikipedia.org/v1/»:): {\displaystyle \ln \phi = \int_0^P {\frac{Z - 1}{p} dp}}

{\displaystyle \ln \phi =Z-1-\ln {(Z-B\ p)}-{\frac {A^{2}}{B}}\,\ln {{\Bigl (}1+{\frac {B\ p}{Z}}{\Bigr )}}}
La ecuación Redlich-Kwong fue desarrollada con la intención de que también fuera aplicada a mezclas de gases. En una mezcla, el término b, representa el volumen de las moléculas, es un promedio de los valores b de los componentes, ponderado por las fracciones mol:
{\displaystyle b=\sum _{i}{x_{i}\,b_{i}}}, o
{\displaystyle B=\sum _{i}{x_{i}\,B_{i}}}
| Símbolo               | Nombre                                            |
| --------------------- | ------------------------------------------------- |
| {\displaystyle x_{i}} | Fracción mol del i-nesimo componente de la mezcla |
| {\displaystyle b_{i}} | Valor b del i-nésimo componente de la mezcla      |
| {\displaystyle B_{i}} | Valor B del i-nésimo componente de la mezcla      |

La constante que representa las fuerzas de atracción, a, no es lineal con respecto a la fracción mol, pero más bien depende del cuadrado de las fracciones mol. Es decir:
| Símbolo | Nombre                                                           |
| --- | ---------------------------------------------------------------- |
| Error al representar (SVG (MathML puede ser habilitado mediante un plugin de navegador): respuesta no válida («Math extension cannot connect to Restbase.») del servidor «http://localhost:6011/es.wikipedia.org/v1/»:): {\displaystyle a_{i\, j}} | Término de atracción de una molécula de especie i y la especie j |
| {\displaystyle x_{i}} | Fracción molar del i-nesimo componente de la mezcla              |
| {\displaystyle x_{j}} | Fracción molar del j-esimo componente de la mezcla               |

Generalmente se asume que la atracción de los términos cruzados es la media geométrica de los términos individuales, es decir: 
{\displaystyle a_{i\,j}=({a_{i}\,a_{j}})^{1/2}}
En este caso, la siguiente ecuación para la atracción de los términos está definida como:
{\displaystyle A=\sum _{i}{x_{i}\,A_{i}}}
Donde Ai es el término A del i-nesimo componente de las mezcla.

## Historia
La ecuación de Van der Waals, formulada en 1873 por Johannes Diderik van der Waals, es generalmente considerada como la primera ecuación de estado algo realística (más allá que la ecuación de gases ideales):
{\displaystyle p={\frac {RT}{V_{\mathrm {m} }-b}}-{\frac {a}{V_{\mathrm {m} }^{2}}}}
Sin embargo, la modelación de comportamiento real no es suficiente para muchas aplicaciones, y en 1949, habían pasado de moda, con las ecuaciones de estado de Beattie–Bridgeman y Benedict-Webb-Rubin siendo usadas preferencialmente, las cuales contienen más parámetros que la ecuación de Van der Waals. La ecuación de Redlich-Kwong fue desarrollada por Redlich y Kwong mientras ambos trabajaban para la Shell Development Company en Emeryville, California. Kwong comenzó a trabajar en Shell en 1944, donde conoció a Otto Redlich cuando él se unió al grupo en 1945. La ecuación surgió de su trabajo en Shell - ellos querían una manera algebraica sencilla para relacionar presiones, volúmenes, y temperaturas de los gases con los que ellos trabajaban, en su mayoría no polares e hidrocarburos poco polares (la ecuación Redlich-Kwong es menos precisa para gases con enlaces de hidrógeno). Fue presentada conjuntamente en Portland, Oregón en la Symposium on Thermodynamics and Molecular Structure of Solutions en 1948, como parte de la 14th junta de la sociedad química americana (American Chemical Society). El éxito de la ecuación de Redlich-Kwong para modelar precisamente muchos gases reales demuestra que una ecuación de estado cúbica de dos parámetros puede dar resultados adecuados, si esta propiamente estructurada. Después de demostrar la viabilidad de tales ecuaciones, muchos otros crearon ecuaciones de forma similar para intentar mejorar los resultados de Redlich y Kwong.

## Derivación
La ecuación es esencialmente empírica, la derivación no es ni directa ni rigurosa. La ecuación de Redlich-Kwong es muy similar a la ecuación de Van der Waals, con solo una pequeña modificación al término de atracción, dando a ese término dependencia en la temperatura. A presiones altas, el volumen de todos los gases se aproxima a volumen finito, dependiente de gran manera a la temperatura, que está relacionado al tamaño de las moléculas del gas. Este volumen está reflejado en b de la ecuación.  Es empíricamente verdadero que el volumen es aproximadamente 0.26Vc (donde Vc es el volumen en el punto crítico). Esta aproximación es muy buena para muchos compuestos no polares pequeños- el valor tiene un rango desde 0.24Vc y 0.28Vc. A fin de que la ecuación pueda proporcionar una buena aproximación de volúmenes a presiones altas, tuvo que ser estructurada para que
{\displaystyle b=0.26\ V_{c}}
El primer término de la ecuación representa este comportamiento a altas presiones.
El segundo término corrige la fuerza de atracción de moléculas entre sí. La forma funcional de a con respecto a la temperatura crítica y presión es empírica escogida para dar el mejor resultado a presiones moderadas para la mayoría de gases relativamente no polares.

## Modificación
La ecuación Redlich-Kwong fue diseñada en gran parte para predecir las propiedades de moléculas no polares pequeñas en fase vapor, lo cual generalmente hace bien. Sin embargo, ha sido sometida a varios intentos de refinar y mejorarla. En 1975, el mismo Redlich publicó una ecuación de estado agregando un tercer parámetro, a fin de mejorar el comportamiento del modelo de ambas partículas de cadenas largas, y moléculas más polares. Su ecuación de 1975 no fue tanto una modificación a la ecuación original si no reinvento una nueva ecuación de estado, y también fue formulada para tomar ventaja de cálculos a computadora, lo cual no estaba disponible en la época que la ecuación original fue publicada. Muchos otros han ofrecido ecuaciones de estado competidoras, tal como modificaciones a la ecuación original o ecuaciones con estructura diferente. A mediados de los 1960s fue reconocido que una mejora significante a la ecuación, parámetros, especialmente para a, necesitarían ser parámetros dependientes de la temperatura. En 1966, Barner noto que la ecuación Redlich-Kwong funcionaba mejor para moléculas con un factor acéntrico (ω) cercano a cero. Entonces él propuso una modificación al término de atracción:
| Símbolo                 | Nombre                                                        |
| ----------------------- | ------------------------------------------------------------- |
| {\displaystyle \alpha } | Término de atracción en la ecuación original de Redlich-Kwong |
| {\displaystyle \gamma } | Parámetro relacionado con ω, con γ = 0 para ω = 0             |

Muy pronto se deseó obtener una ecuación que también modelara las propiedades de fluidos en equilibrio vapor-líquido (VLE), adicional a las propiedades en fase vapor. Quizás la aplicación más conocida de la ecuación de Redlich-Kwong fue al calcular las fugacidades de mezclas de Hidrocarburos, lo cual hace muy bien, el cual fue utilizado en el modelo VLE (equilibrio vapor líquido) desarrollado por Chao y Seader en 1961. Sin embargo, para que la ecuación Redlich-Kwong pudiera modelar equilibrio vapor-líquido por sí misma, más modificaciones substanciales se debían de hacer. La modificación más exitosa es la modificación de Soave, propuesta en 1972. La modificación de Soave involucraba reemplazar la T1/2 encontrada en el denominador del término de atracción en la ecuación original con una expresión más complicada de dependencia de temperatura. El presentó la ecuación de la siguiente manera
{\displaystyle P={\frac {R\,T}{V_{m}-b}}-{\frac {a\,\alpha }{V_{m}\left(V_{m}+b\right)}}}
donde
- {\displaystyle \alpha =\left(1+\left(0.480+1.574\,\omega -0.176\,\omega ^{2}\right)\left(1-T_{r}^{\,0.5}\right)\right)^{2}},
- {\displaystyle a={\frac {1}{9({\sqrt[{3}]{2}}-1)}}\,{\frac {R^{2}\,{T_{c}}^{2}}{P_{c}}}=0.42748\,{\frac {R^{2}\,{T_{c}}^{2}}{P_{c}}},}
- {\displaystyle b={\frac {{\sqrt[{3}]{2}}-1}{3}}\,{\frac {R\,T_{c}}{P_{c}}}=0.08664\,{\frac {R\,T_{c}}{P_{c}}},}
- Tr es la temperatura reducida del compuesto, y
- ω es el factor acéntrico

La ecuación de estado de Peng-Robinson modificó más la ecuación de Redlich-Kwong al modificar el término de atracción, dando
{\displaystyle p={\frac {R\,T}{V_{m}-b}}-{\frac {a\,\alpha }{V_{m}\,(V_{m}+b)+b\,(V_{m}-b)}}}
los parámetros a, b, y α son ligeramente modificados con
{\displaystyle a={\frac {0.457235\,R^{2}\,T_{c}^{2}}{p_{c}}}}
{\displaystyle b={\frac {0.077796\,R\,T_{c}}{p_{c}}}}
{\displaystyle \alpha =\left(1+\left(0.37464+1.54226\,\omega -0.26992\,\omega ^{2}\right)\left(1-T_{r}^{\,0.5}\right)\right)^{2}}
La ecuación de Peng-Robinson típicamente tiene propiedades similares de equilibrio VLE como la modificación de Soave, pero frecuentemente da mejores estimaciones de densidad en fase líquida.
Varias modificaciones se han desarrollado para intentar representar el primer término más precisamente, relacionado al tamaño molecular. La primera modificación significante del término de repulsión más allá de la ecuación de Van der Waals
{\displaystyle P_{hs}={\frac {R\,T}{V_{m}-b}}={\frac {R\,T}{V_{m}}}\,{\frac {1}{1-{\frac {b}{V_{m}}}}}}
(donde Phs representa la ecuación de estado de esferas duras) fue desarrollado en 1963 por Thiele:
{\displaystyle P_{hs}={\frac {R\,T}{V_{m}}}\,{\frac {1-\eta ^{3}}{(1-\eta )^{4}}}}
donde
Error al representar (SVG (MathML puede ser habilitado mediante un plugin de navegador): respuesta no válida («Math extension cannot connect to Restbase.») del servidor «http://localhost:6011/es.wikipedia.org/v1/»:): {\displaystyle \eta = \frac{b}{4\, V_m}}
, y
Esta expresión fue mejorada por Carnahan y Starling para dar
{\displaystyle P_{hs}={\frac {R\,T}{V_{m}}}\,{\frac {1+\eta +\eta ^{2}-\eta ^{3}}{(1-\eta )^{3}}}}
La ecuación de esferas duras de Carnahan-Starling ha sido extendida para desarrollar otras ecuaciones de estado, y suele dar muy buenas aproximaciones para el término de repulsión.
Más allá de la ecuación de estado de dos parámetros, un número de ecuaciones de tres parámetros han sido desarrolladas, frecuentemente con un tercer término dependiendo de Zc, el factor de compresibilidad en el punto crítico, o ω, el factor acéntrico. Schmidt y Wenzel propusieron una ecuación de estado con un término de atracción que incorpora el factor acéntrico:
{\displaystyle P={\frac {R\,T}{V_{m}-b}}-{\frac {a}{V_{m}^{2}+(1+3\,\omega )\,b\,V_{m}-3\,\omega \,b^{2}}}}
Esta ecuación reduce la ecuación original de Redlich-Kwong en el caso cuando ω = 0, y la ecuación de Peng-Robinson cuando ω = 1/3.